# Muratori-töredék
A Muratori-töredék a milánói Ambrus püspökről elnevezett könyvtárban  talált, az Újszövetség könyveiről szóló legkorábbi ismert irat. Témája az Újszövetség könyveinek kanonizálása, egyfajta ismeretterjesztési céllal.

## Megtalálása
Ludovico Antonio Muratori a milánói Biblioteca Ambrosiana könyvtárában, egy kódex lapjai között találta meg. Majd 1740-ben nyomtatásban adta közre. A lap latin nyelven íródott, valószínűsíthető, hogy görögből fordították. Az irat eredetije Kr. u. 150-170 körül íródott.

## Kanonizáló felosztás
Az irat négy részben tárgyalja a biblia könyveit, illetve az Újszövetséget. 26 könyvet konkrétan megnevez, míg két további evangéliumra utal. A lista a 2. században használt, az egyház olvasásra ajánlott könyveit tartalmazza.
1. A négy evangélista könyvei, Pál apostol könyvei, kivéve A zsidókhoz írt levelet, János két levelét, Judás levele, Bölcsesség könyve. Ez utóbbi az egyetlen Ószövetségi könyv, arra utal, hogy ebből is felolvastak.
2. János és Péter apokalipszise. Ezekről azt írja, némelyek nem akarják olvasni.
3. Pásztor[5] - egy őskeresztény irat Hermasztól. Ezt olvasásra ajánlja, de nem nyilvánosan, mert szerzője nem apostol és nem is próféta.
4. Két, szóban forgó Pál apostol-levél és gnosztikus iratok, melyeket el kell vetni, mert szerzőik eretnekek.

## Jelentősége
Az irat egyértelműsíti, hogy azokat a mai álláspontokat, melyek azt feltételezik, hogy több apokrif irat volt a kánonban, melyet csak később hagytak ki, a Muratori-töredék nem erősíti meg. Az irat azt erősíti, hogy már a 2. században kialakult az a kanonizáció, mely a mai alapja. János három levele, Jakab levele és A zsidókhoz írt levél nincs benne, a többi igen.